# Lac d'Idro
Le lac d’Idro est un lac d’origine glaciaire situé dans le val Giudicarie et dans la province de Brescia juste à côté du Trentin.
Il se trouve à 368 m d'altitude et est alimenté par les eaux de la rivière Chiese.
Sa superficie est de 11 km2 et atteint une profondeur moyenne 54.6 m et d'une profondeur maximale de 122 m
La situation actuelle du lac suscite bon nombre d’inquiétudes en raison de la gravité des phénomènes d’eutrophisation dus à l’absence de station d’épuration et de l’exploitation intensive de ses eaux par une centrale électrique et par l’irrigation.